# Opistognathus mexicanus
Opistognathus mexicanus is een straalvinnige vissensoort uit de familie van kaakvissen (Opistognathidae). De wetenschappelijke naam van de soort is voor het eerst geldig gepubliceerd in 1991 door Allen & Robertson.